# Altes Lindener Rathaus (Hannover)

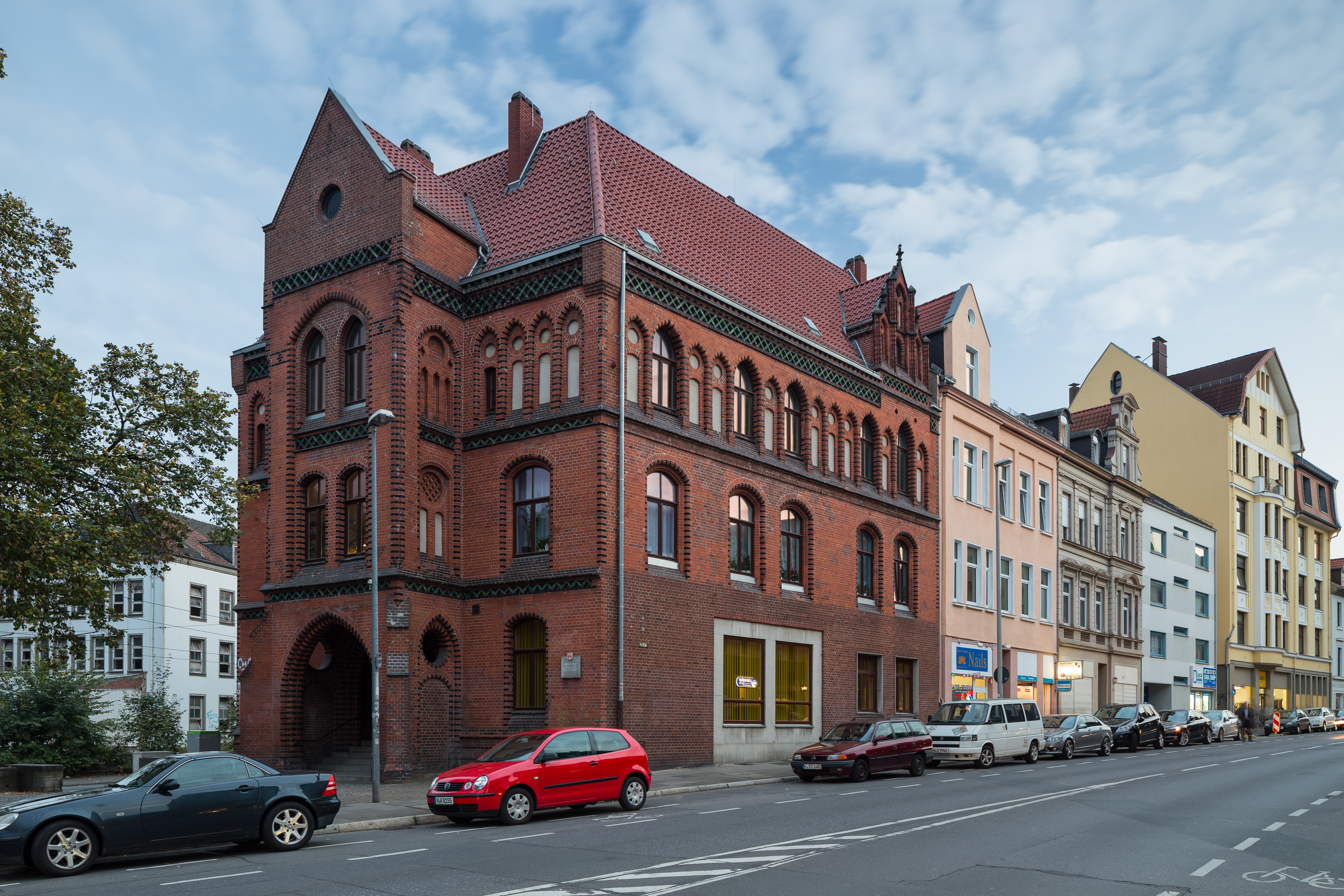
Das Alte Lindener Rathaus mit der Front an der Deisterstraße und der Hauptfassade in Richtung Schwarzer Bär

Das Alte Lindener Rathaus ist ein 1883–1884 errichtetes Rathaus der ehemaligen Gemeinde Linden vor Hannover, das im Zusammenhang mit dem Aufstieg vom ehemals „schönsten Dorf des Königreichs Hannover“ über das „größte Dorf Preußens“ zur selbständigen Industriestadt entstand. Standort des denkmalgeschützten Backstein-Gebäudes ist die Deisterstraße 19 Ecke Ricklinger Straße im heute hannoverschen Stadtteil Linden-Mitte.

## Geschichte und Beschreibung
Nach dem Dreißigjährigen Krieg hatte vor allem der Reichsgraf Franz Ernst von Platen bei den von ihm gepachteten Von-Alten-Garten und das dort für ihn erbaute Lindener Schloss die Entwicklung Lindens vorangetrieben durch die geförderte Ansiedlung von Handwerkern und Webern in dem dafür gegründeten „Neu-Linden“. Hiervon zeugen noch heute die Fachwerkhäuser in der Weberstraße. Als in das Dorf Linden im Zuge der Industrialisierung ab den 1830er Jahren, anfangs durch Johann und Georg Egestorff, immer mehr Menschen vom Lande auf der Suche nach Arbeit zu den neu entstehenden Fabriken zogen, wurde die Verwaltung Lindens zunächst noch im sogenannten „Gemeindehaus“ in der Posthornstraße geleistet, später auch in verschiedenen Provisorien. 1882 regte dann der Gemeindevorsteher Hermann Stephanus den Bau eines eigenen Rathauses an, um so die für Linden gewünschte Erlangung der Stadtrechte voranzutreiben und um auch als Kreisstadt anerkannt zu werden. Als Bauplatz wählten die Lindener die städtebaulich wirkungsvolle Position genau in der Wegegabelung der ab der damaligen Ihmebrücke leicht ansteigenden Deisterstraße und der Ricklinger Straße. In Sichtweite des alten „Eingangsplatzes“ in Linden, des Platzes Schwarzer Bär, sollte sich ein trapezförmiger Baukörper mit drei Fassaden erheben, mit einer nach Norden zum Schwarzen Bären hin zeigenden Hauptfassade. Im spitzen Winkel davor sollte ein kleiner Schmuckplatz entstehen – der dann zugleich der erste in Linden wurde.

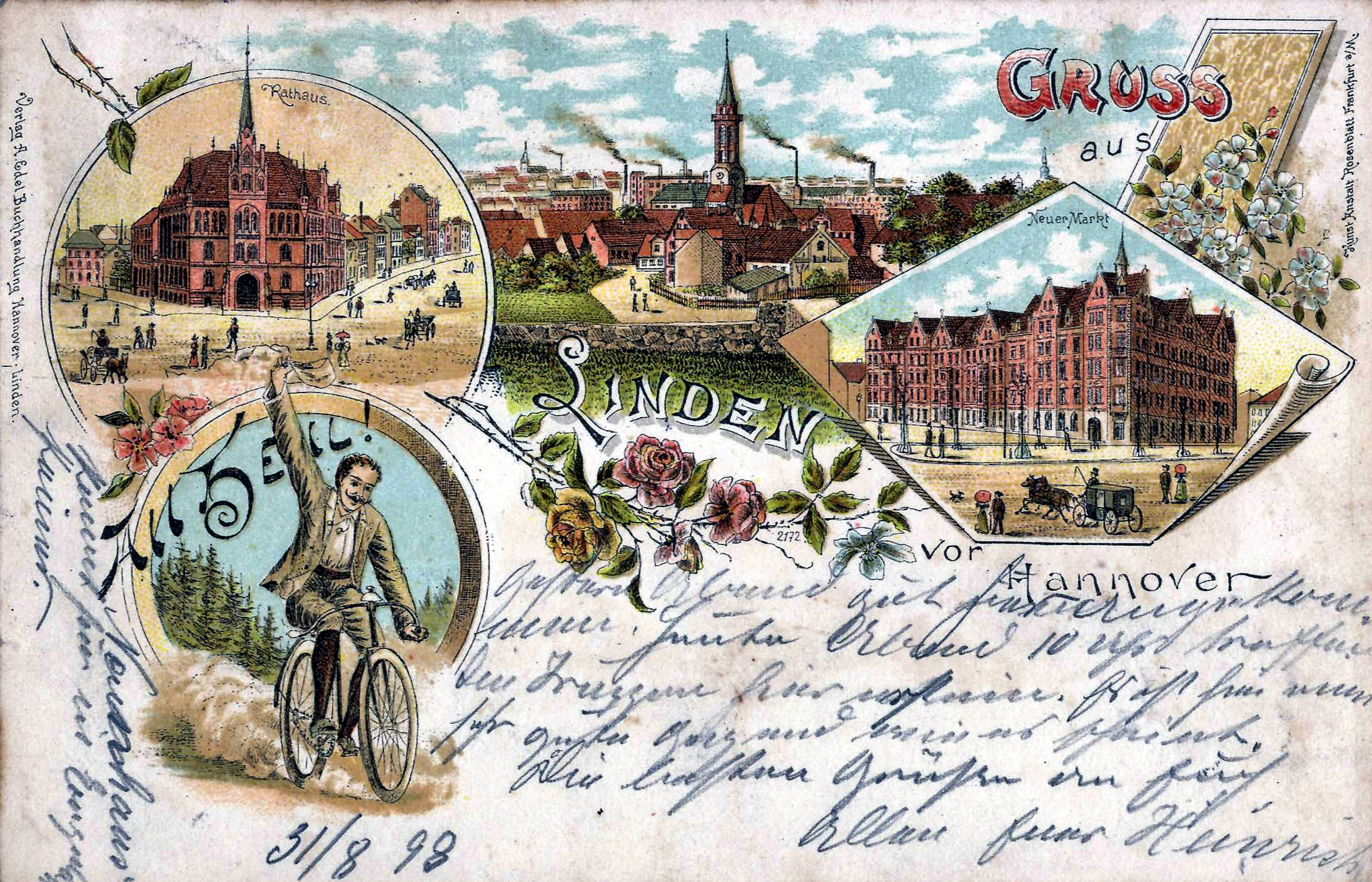
Um 1898: [Altes] Rathaus (links), Industrie-Schornsteine hinter der Martinskirche (Mitte) und den schon größeren Häusern am Platz „Neuer Markt“;
lithografierte Ansichtskarte der Verlagsbuchhandlung Doktor Adolf Edel

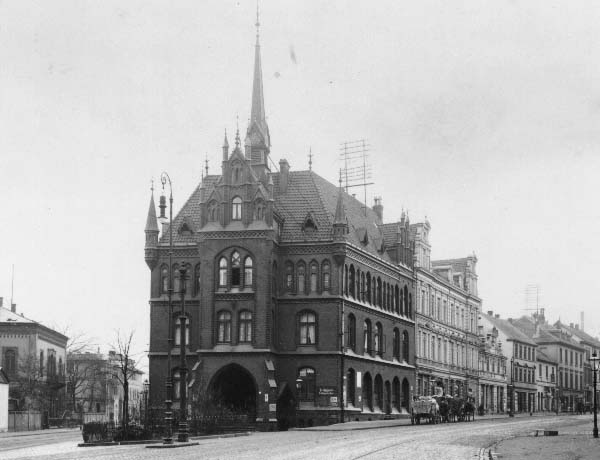
Das Gebäude um 1910, links davon die ehemalige Hautklinik

Nach den bis Mai 1883 fertiggestellten Entwürfen des Architekten Christoph Hehl erfolgte noch im selben Jahr die Grundsteinlegung, die Einweihung dann am 1. Oktober 1884, bei der die zukünftigen Bürger unter anderem den neuen, zweigeschossigen Ratssaal bestaunen konnten. Dessen hohe Fenster mit Glasmalereien enthielten eine Widmung an Georg Egestorff, den verstorbenen „[...] Hauptträger und -förderer der Maschinisierung, der industriellen Revolution [und] des Fortschritts“ in Linden und zugleich größten und erfolgreichsten Unternehmer im ehemaligen Königreich Hannover.
Äußerlich hatten die Handwerker einen dreigeschossigen Ziegelbau errichtet in der Architektursprache der Neugotik, mit einer auch durch Dachreiter reich gegliederten Dachlandschaft, von der heute (Stand: 05/2015) jedoch nur noch ein Fial-Giebel erhalten ist. Der ehemalige Reichtum der Gliederung zeigt sich allerdings noch an dem galerieähnlichen dritten Geschoss, der Vorhalle, einer anspruchsvollen Einfahrt sowie der zierlichen Ausgestaltung der Fenster am ehemaligen Ratssaal.

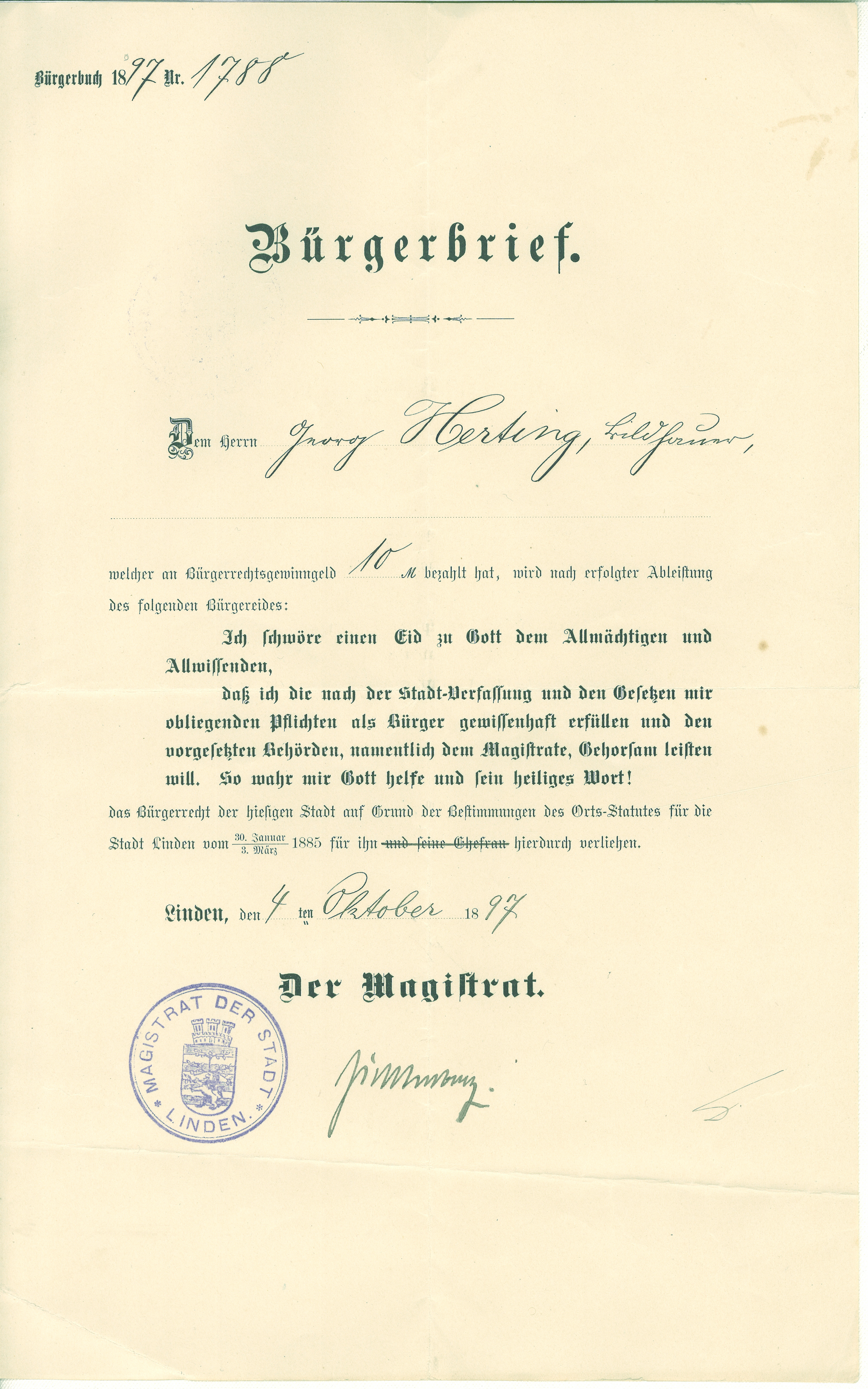
Vom Magistrat am 4. Oktober 1897 im Alten Lindener Rathaus ausgestellter Bürgerbrief für den Bildhauer Georg Herting

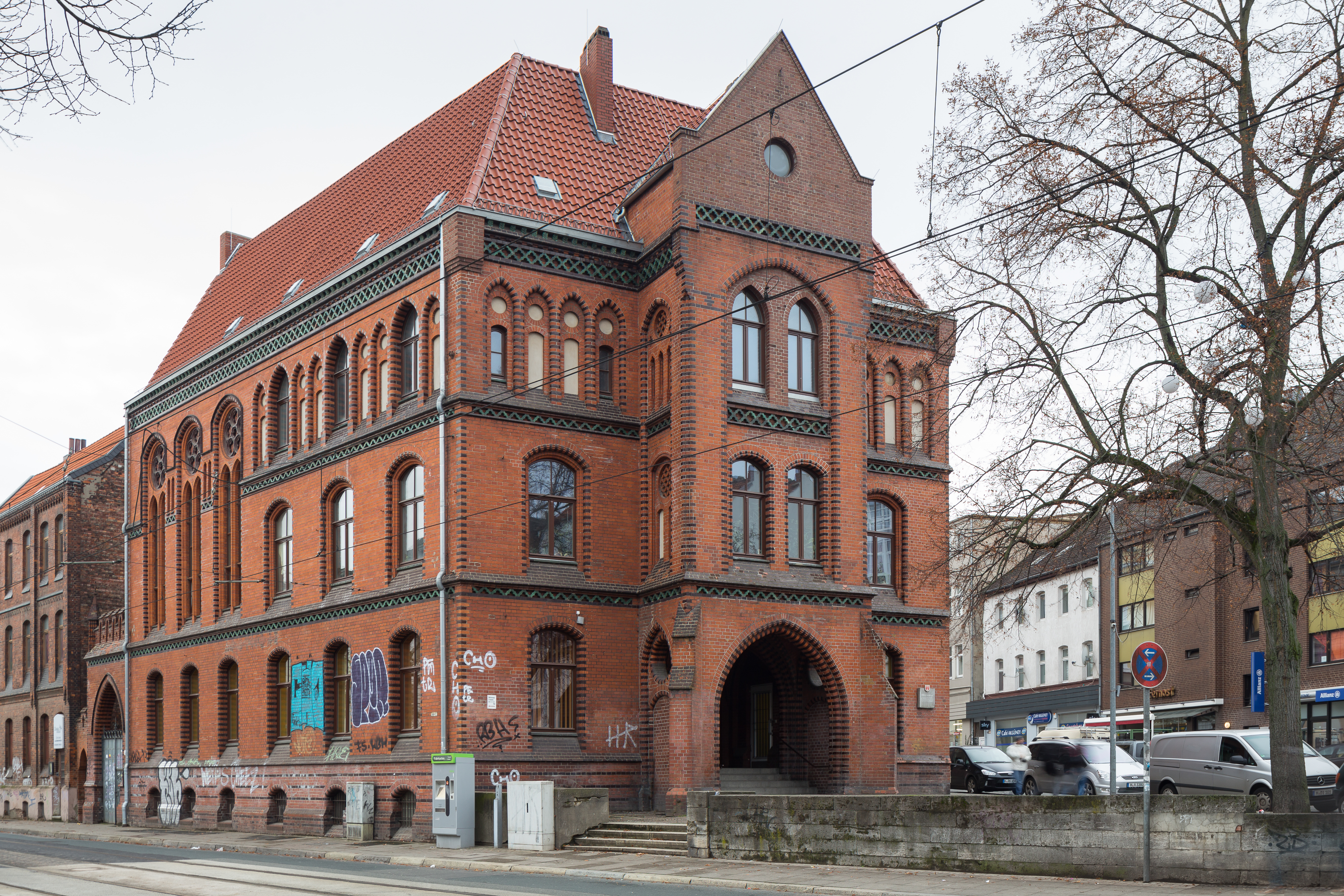
Die (Graffiti)-beschmierte Seite an der Ricklinger Straße mit den hohen Ratssaal-Fenstern und der gemauerten Einfahrt

Nachdem Linden 1885 dann tatsächlich die Stadtrechte zugesprochen bekommen hatte und auch als Kreisstadt anerkannt worden war, war einer der ersten, der das „Bürgergewinngeld“ von seinerzeit 10 Mark gezahlt, den Bürgereid geschworen und dadurch auch einen Bürgerbrief vom Magistrat der Stadt Linden erhalten hatte, der Bildhauer Georg Herting.
Doch schon zuvor, ab 1891, war der Bau eines neuen, größeren Rathauses diskutiert worden, für das die Geldmittel jedoch erst nach der Steuerreform der Jahre 1894 und 1895 sowie nach einer Anhebung der Gewerbe- und der Umsatzsteuer vorhanden waren. Erst danach konnte das gewünschte Neue Lindener Rathaus 1899 am Lindener Marktplatz seinen Betrieb aufnehmen.
Das Alte Lindener Rathaus diente später dem Katasteramt des Landkreises Linden, später (bis 1992) auch als Krankenhaus-Apotheke für das gegenüberliegende städtische Krankenhaus beziehungsweise die Hautklinik Linden. Unterdessen veränderte sich auch die Umgebung des alten Rathauses: Vor allem rund um den Platz am Schwarzen Bären war die Deisterstraße bald mit großstädtischen, fünf- und sechsgeschossigen Häusern in wilhelminischer oder wilhelministischer Fassadenpracht bebaut worden. Vor allem am naheliegenden Geschäftshaus Deisterstraße 19 aus der Zeit um 1890 ist dies noch deutlich zu erkennen.
Während des in die Zeit des Nationalsozialismus fallenden Zweiten Weltkrieges wurde das Alte Lindener Rathaus durch die Luftangriffe auf Hannover schwer beschädigt.
In der Zeit des Wirtschaftswunders diente der ehemalige Ratssaal von 1958 bis 1961 der Galerie Seide als Ausstellungsort für Kunstobjekte.